# Kryvyj Rih rajon
Kryvyj Rih rajon (ukrainsk: Криворізький район, tr. Krivorizkij rajon) er en af 7 rajoner i Dnipropetrovsk oblast i Ukraine, hvor Kryvyj Rih rajon er beliggende mod sydvest.
Ved Ukraines administrative reform i juli 2020 blev Kryvyj Rih rajon udvidet med andre nærtliggende rajoner, sådan at Kryvyj Rih rajon nu har et befolkningstal på 772.300
, hvilket gør rajonen til den befolkningsmæssigt næststørste i Dnipropetrovsk oblast, efter Dnipro rajon.
Navnet Kryvyj Rih kan oversættes til "krumt horn" eller "krumt næs". Byen Kryvyj Rih blev grundlagt af Zaporogkosakkerne i 1700-tallet, og er i dag den syvende-største by i Ukraine.